# Receptor sigma-1
Receptor sigma-1, σ1R – jeden z dwóch znanych podtypów receptorów sigma. Początkowo traktowany razem z receptorem sigma-2 jako receptor opioidowy, po sklonowaniu genu okazało się, że nie ma podobnej budowy do innych receptorów opioidowych. U człowieka kodowany jest przez gen SIGMAR1. Przestrzenna budowa białka receptora sigma-1 nie jest znana. Zbudowane jest z 223 aminokwasów i dwukrotnie przechodzi przez błonę komórki. Receptor podlega ekspresji w różnych tkankach, szczególnie w układzie nerwowym. Największą gęstość tych receptorów stwierdzono w móżdżku, jądrze półleżącym i korze. Receptor sigma-1 jest przezbłonowym białkiem opiekuńczym siateczki śródplazmatycznej, zwłaszcza jej części przylegającej do mitochondriów, tzw. MAM (ang. mitochondria-associated ER-membrane). Rola receptora sigma-1 miałaby polegać na wewnątrzkomórkowej modulacji sygnału (pomiędzy organellami). Nie zidentyfikowano dotąd endogennego ligandu receptora sigma-1, powinowactwo do receptorów wykazują pochodne tryptaminy i niektóre neurosteroidy.
Badany jest ewentualny udział receptorów sigma-1 w patogenezie choroby Alzheimera, stwardnienia zanikowego bocznego, bólu towarzyszącego procesowi zapalnemu i bólu neuropatycznym. Antagonisty receptora sigma-1, takie jak E-52862, badane są pod kątem właściwości przeciwbólowych. Skuteczność fluwoksaminy w leczeniu objawów depresji psychotycznej jest wiązana z jej agonizmem wobec receptorów sigma-1. Agonisty receptorów sigma-1 w badaniach na modelach zwierzęcych wykazywały też działanie kardioprotekcyjne i neuroprotekcyjne.